# Uva de Ohanes
La uva de Ohanes (también denominada uva de barco, uva de embarque o uva de Almería) es una variedad de uva de mesa, cuyo cultivo ha estado principalmente extendido en la provincia de Almería (Andalucía-España), llegando a ser una de las principales fuentes económicas de esta provincia.
Su explotación industrial comenzó a principios del siglo XIX y es a finales de los años 1970 cuando comienza un progresivo declive acentuado en las dos décadas posteriores.
Esta variedad de uva se caracteriza por formar racimos de gran tamaño, tener los granos cilíndricos, de color amarillo cera y sus excepcionales cualidades de conservación.

## Características principales
Los racimos tienen forma alada con dos hombros y raspón grueso y de color verde. Sus granos son cilíndricos y umbilicados (fondo de orza) con unas medidas que están entre los 1,2-1,8 cm de anchura y los 2-2,5 cm de longitud. Estos tienen un color amaríllo cera y su hollejo (piel) con pruína no muy abundante. La pulpa es carnosa, dura y crujiente y contienen normalmente 3 pepitas. La flor tiene cáliz rudimentario y corola color verde claro y rojo en la unión de los 5 pétalos, los cuales está soldado en el ápice formando un capuchón o capotilla, que recubre los órganos de reproducción, entorpeciendo la fecundación natural por lo que es necesaria hacerla de forma artificial mediante una costosa operación denominada por los agricultores como «engalpe» (polinización artificial).

## Historia

### Origen
Esta uva se generó por la hibridación natural de otras variedas como la «uva blanca Jaén» y la «uva de Rágol» también denominada «uva de colgar».
Esta uva, según narra Simón de Roxas Clemente, en una obra publicada en 1807, que trata sobre los cultivos andaluces de entonces, se cultivó por vez primera en la localidad almeriense de Ohanes, extendiéndose su cultivo a  la localidad Rágol y posteriormente por todos los terrenos cultivables del valle del Andarax.

### Exportación
Su exportación se inició en 1835, la uva era tansportada en barco dentro de barriles de 22 kg. En un principio eran casas malagueñas las que venían a embarrilar y embarcar la uva, que posteriormente fueron suplantadas por otras locales y desarrolló de una importante industria artesanal de la barrilería en las localidades donde se cultivaba.
Su exportación, cobra a partir de 1880 una presencia hegemónica a nivel de mercados, con un importante desarrollo entre los años 1906 y 1916. Un estudio de Francisco Rueda Cassinello, habla de una producción de 60.000 arrobas en 1835, siendo 11 veces superior en 1881 y en 1907 llegó a 2.491.273 barriles. Los principales mercados en esos años eran: Inglaterra, Alemania y Estados Unidos. A éstos se sumaron los países escandinavos como principales consumidores: Noruega, Suecia, Finlandia y Dinamarca. También Portugal, Francia, Canadá, Suiza, Brasil, Argentina, Cuba, Argelia, México, China, Italia, Bélgica, Holanda, Venezuela o India se unieron a la demanda de la producción.
Durante la Guerra Civil (1936-1939) se produjo un cierre de los mercados que continuó durante gran parte de los años 1940 debido a la Segunda Guerra Mundial (1939-1945).
Es ya en los años 1950 cuando se produce una notable recuperación de las exportaciones de uva, aunque no llegan a alcanzar las cifras de los primeros años del siglo XX. Los canales de comercialización, comienzan a ser controlados especialmente por exportadores de origen levantino, que compran el producto a pie de parcela. También en estos años se produce un cambio importante en la presentación del fruto, con la progresiva sustitución de los barriles de 22 kg  por cajas de 10 kg y cabe destacar el incremento constante de su transporte por carretera, el cual en los años 1960 llegó a ser mayoritario frente al transporte marítimo.

### Declive
A finales de los años 1970 cayó irremisiblemente la cotización nacional de este producto. Las «golden grapes» a las que aludían las coloristas etiquetas en barriles y cajas que se introdujeron a nivel mundial, perdiéndose los mercados internacionales ante las variedades italianas e israelitas, cuya producción era más temprana.
Desde entonces, las diferentes administracciones han insistido en que era necesaria la reconversión del cultivo. Inicialmente se pretendía que esta se hiciese sustituyendo el cultivo de la uva de Ohanes por otras variedades de uva, ya que lo que estaba en crisis no era el cultivo de la parra sino esta variedad en particular. Sin embargo ninguna otra variedad de uva llegó a tener éxito.
Este declive se acentúa en los años 1980 y 1990 y las hectáreas en cultivo descienden desde 6000 a menos de 2000 ha.
En la campaña 1987-1988 la Comunidad Económica Europea actual Unión Europea inicia un  programa para el abandono definitivo de cultivo de viñedo. Esto supuso que se subvencionara el arranque de parrales, lo cual palió el descalabro económico que suponía en el valle del Andarax el abandono de este cultivo, que ya se venía llevando a cabo sin subvención económica. Este programa duró hasta la campaña 1995-1996 y supuso el arranque de un gran número de parrales.

## Extensión del cultivos
| Comarca      | Comarca                  | Superficie en ha |
| ------------ | ------------------------ | ---------------- |
| Comarca II   | Alto Almanzora           | 250              |
| Comarca III  | Bajo Andarax             | 50               |
| Comarca IV   | Río Nacimiento           | 500              |
| Comarca V    | Campo de Tabernas        | 20               |
| Comarca VI   | Alto Andarax             | 2.200            |
| Comarca VII  | Campo de Dalías          | 2.500            |
| Comarca VIII | Almería y Campo de Níjar | 20               |
| Total        | Total                    | 5.720            |

## Evolución del cultivo
| Campaña | Producción tm |
| ------- | ------------- |
| 1973-74 | 83.386        |
| 1974-75 | 102.315       |
| 1975-76 | 81.825        |
| 1976-77 | 87.653        |
| 1977-78 | 47.727        |
| 1978-79 | 24.973        |
| 1979-80 | 48.747        |
| 1980-81 | 35.000        |